# NWA World Tag Team Championship (East Texas version)
L'NWA World Tag Team Championship  è stato un titolo della divisione tag team delle federazioni Southwest Sports e World Class Championship Wrestling, associate alla National Wrestling Alliance (NWA), ed era difeso nei territori del Texas orientale.
Il titolo è stato attivo dal 1957, anno della sua introduzione, al 1968, e per un breve periodo dal 1981 al 1982, quando fu abbandonato in favore del NWA American Tag Team Championship.

## Storia
I territori della National Wrestling Alliance erano tenuti a riconoscere un solo campione mondiale dei pesi massimi, ma la NWA consentiva ad ognuno di essi di stabilire un titolo mondiale di coppia, rendendoli di fatto dei titoli regionali, a discapito del nome.
Il titolo fu introdotto nel territorio del Texas orientale nel 1958, quando fu assegnato d'ufficio a Verne Gagne e Wilbur Snyder. Tra il 1959 e il 1969 un secondo NWA World Tag Team Championship fu attivo in Texas, spesso noto come versione di Amarillo del titolo, che successivamente fu rimpiazzata dal NWA Western States Tag Team Championship.
Il titolo fu gradualmente abbandonato, fino ad essere considerato del tutto cessato tra il 1969 e il 1970. 
Nel 1981, Fritz Von Erich, proprietario della World Class Championship Wrestling (WCCW), iniziò a riconoscere il team di Hercules Ayala e Ali Mustafa come i propri campioni di coppia, promuovendoli come campioni provenienti da un altro territorio per far riacquisire maggior legittimità al titolo, contestualmente riattivato. Tuttavia questo durò soltanto un anno, venendo disattivato e sostituito dal NWA American Tag Team Championship nel 1982.

## Albo d'oro
| Legenda  |                                                                               |
| -------- | ----------------------------------------------------------------------------- |
| #        | Indica il numero del regno titolato                                           |
| Regno    | Viene indicato il numero del regno del campione                               |
| Data     | La data in cui il titolo è stato vinto                                        |
| Località | Indica il luogo in cui il titolo è stato vinto                                |
| Note     | Indica notizie particolari riguardanti i cambi di titolo o altre informazioni |

| #  | Campione                                    | Regno | Data              | Giorni | Località          | Evento                             | Note                                                                                     | Fonti |
| -- | ------------------------------------------- | ----- | ----------------- | ------ | ----------------- | ---------------------------------- | ---------------------------------------------------------------------------------------- | ----- |
| 1  | Verne Gagne e Wilbur Snyder                 | 1     | luglio 1958       | --     | --                | --                                 | Il titolo fu assegnato ai due.                                                           |       |
| 2  | Bill Longson e Ike Eakins                   | 1     | agosto 1958       | --     | Texas             | House show                         |                                                                                          |       |
| 3  | Pepper Gomez e El Medico                    | 1     | 22 agosto 1958    | 87     | Houston, Texas    | House show                         |                                                                                          |       |
| 4  | Al Costello e Roy Heffernan                 | 1     | 17 novembre 1958  | 14     | Fort Worth, Texas | House show                         |                                                                                          |       |
| 5  | Pepper Gomez (2) e Rito Romero              | 1     | 1 dicembre 1958   | --     | Fort Worth, Texas | House show                         |                                                                                          |       |
| 6  | Duke Keomuka e Mr. Moto                     | 1     | settembre 1959    | --     | Texas             | House show                         |                                                                                          |       |
| 7  | Pepper Gomez (3) e Ciclone Anaya            | 1     | 8 dicembre 1959   | 52     | Dallas, Texas     | House show                         |                                                                                          |       |
| 8  | Joe Christie e Man Mountain Managoff        | 1     | 29 gennaio 1960   | 14     | Houston, Texas    | House show                         |                                                                                          |       |
| 9  | Hogan Wharton e Adnon Kaisy                 | 1     | 12 febbraio 1960  | 49     | Houston, Texas    | House show                         |                                                                                          | [ 4 ] |
| 10 | Danny McShain e Joe Christie (2)            | 1     | 1 aprile 1960     | --     | Houston, Texas    | House show                         |                                                                                          |       |
| 11 | Pepper Gomez (4) e Torbellino Blanco        | 1     | maggio 1960       | --     | Texas             | House show                         |                                                                                          |       |
| 12 | Pepper Gomez (5) e Wilbur Snyder (2)        | 1     | settembre 1960    | --     | --                | --                                 | Blanco cedette la sua parte del titolo a Snyder.                                         |       |
| 13 | Rito Romero (2) e Dory Dixon                | 1     | 5 maggio 1961     | 21     | Houston, Texas    | House show                         |                                                                                          | [ 5 ] |
| 14 | Duke Keomuka (2) e Tony Martin              | 1     | 26 maggio 1961    | 21     | Houston, Texas    | House show                         |                                                                                          | [ 6 ] |
| 15 | Pepper Gomez (6) e Dory Dixon (2)           | 1     | 16 giugno 1961    | --     | Houston, Texas    | House show                         |                                                                                          |       |
| 16 | Jack Dalton e JIm Dalton                    | 1     | novembre 1961     | --     | Texas             | House show                         |                                                                                          |       |
| 17 | Dory Dixon (3) e Ciclon Negro               | 1     | 27 aprile 1962    | --     | Houston, Texas    | House show                         |                                                                                          |       |
| 18 | Jack Dalton e JIm Dalton                    | 2     | 1962              | --     | Texas             | House show                         |                                                                                          |       |
| 19 | Nick Kozak e Jerry Kozak                    | 1     | 8 giugno 1962     | 70     | Houston, Texas    | House show                         |                                                                                          |       |
| 20 | Tarzan Tyler e The Alaskan                  | 1     | 17 agosto 1962    | 21     | Houston, Texas    | House show                         |                                                                                          |       |
| 21 | Duke Keomuka (3) e Taro Miyake              | 1     | 7 settembre 1962  | 21     | Houston, Texas    | House show                         |                                                                                          |       |
| 22 | Mike Clancy e Red McKim                     | 1     | 28 settembre 1962 | 14     | Houston, Texas    | House show                         |                                                                                          |       |
| 23 | Duke Keomuka (4) e Taro Miyake (2)          | 2     | 12 ottobre 1962   | 21     | Houston, Texas    | House show                         |                                                                                          |       |
| 24 | Ciclon Negro (2) e Oscar Salazar            | 1     | 2 novembre 1962   | 18     | Houston, Texas    | House show                         |                                                                                          |       |
| 25 | Tony Borne e Ivan the Terrible              | 1     | 20 novembre 1962  | 70     | Houston, Texas    | House show                         |                                                                                          |       |
| 26 | Bull Curry e Lucas Pertano                  | 1     | 29 gennaio 1963   | 7      | Houston, Texas    | House show                         |                                                                                          |       |
| 27 | Rip Hawk e Rock Hunter                      | 1     | 5 febbraio 1963   | 44     | Houston, Texas    | House show                         |                                                                                          |       |
| 28 | Nick Kozak e Jerry Kozak                    | 2     | 21 marzo 1963     | 135    | Austin, Texas     | House show                         |                                                                                          |       |
| 29 | Kurt Von Brauner e Karl Von Brauner         | 1     | 5 luglio 1963     | --     | Houston, Texas    | House show                         |                                                                                          |       |
| 30 | Jack Dalton e JIm Dalton                    | 3     | agosto 1963       | --     | Texas             | House show                         |                                                                                          |       |
| 31 | Ciclon Negro (3) e Ricki Starr              | 1     | 16 agosto 1963    | --     | Houston, Texas    | House show                         |                                                                                          |       |
| —  | Disattivato                                 | —     | 1963              | —      | —                 | —                                  | Il titolo smise di essere promosso ed è considerato disattivato.                         |       |
| 32 | Fritz Von Erich e Killer Karl Kox           | 1     | 29 giugno 1965    | --     | Dallas, Texas     | House show                         | In uno spareggio per riassegnare i titoli vacanti contro Eddie Graham e Sam Steamboat.   |       |
| 33 | Duke Keomuka (5) e Kanji Inoki              | 1     | 1965              | --     | Texas             | House show                         |                                                                                          |       |
| 34 | The Destroyer e Golden Terror               | 1     | 1 marzo 1966      | 21     | Dallas, Texas     | House show                         |                                                                                          | [ 7 ] |
| 35 | Fritz Von Erich (2) e Duke Keomuka (6)      | 1     | 1 marzo 1966      | --     | Dallas, Texas     | House show                         |                                                                                          |       |
| 36 | Al Costello (2) e Karl Von Brauner (2)      | 1     | novembre 1966     | --     | Texas             | House show                         |                                                                                          |       |
| —  | Vacante                                     | —     | 1967              | —      | —                 | —                                  | Il titolo fu reso vacante per motivi non noti.                                           |       |
| 37 | Nick Kozak (3) e Danny Miller               | 1     | 8 giugno 1967     | --     | Amarillo, Texas   | House show                         | In uno spareggio per riassegnare i titoli vacanti contro The Medics.                     |       |
| —  | Vacante                                     | —     | 1957              | —      | —                 | —                                  | Il titolo fu reso vacante per motivi non noti.                                           |       |
| 38 | Kurt Von Brauner (2) e Karl Von Brauner (3) | 2     | 15 novembre 1957  | 162    | Texas             | House show                         | In uno spareggio per riassegnare i titoli vacanti contro Gory Guerrero e Luis Hernandez. |       |
| 39 | Nick Bockwinkel e Ricky Romero              | 1     | 25 aprile 1968    | 28     | Texas             | House show                         |                                                                                          |       |
| 40 | Kurt Von Brauner (3) e Karl Von Brauner (4) | 3     | 23 maggio 1968    | 26     | Amarillo, Texas   | House show                         |                                                                                          |       |
| 41 | Dory Funk Jr. e Terry Funk                  | 1     | 18 giugno 1968    | 100    | San Angelo, Texas | House show                         |                                                                                          |       |
| 42 | Inferno #1 e Inferno #2                     | 1     | 26 settembre 1968 | 21     | Amarillo, Texas   | House show                         |                                                                                          |       |
| 43 | Dory Funk Jr. e Terry Funk                  | 2     | 17 ottobre 1968   | 56     | Amarillo, Texas   | House show                         |                                                                                          |       |
| 44 | Mr. Ito e Chati Yokouchi                    | 1     | 12 dicembre 1968  | --     | Amarillo, Texas   | House show                         |                                                                                          |       |
| —  | Disattivato                                 | —     | 1969              | —      | —                 | —                                  | Il titolo smise di essere promosso ed è considerato disattivato.                         |       |
| 45 | Hercules Ayala e Ali Mustafa                | 1     | gennaio 1981      | --     | --                | Big Time Wrestling                 | Titolo riattivato dalla World Class Championship Wrestling e assegnato d'ufficio.        |       |
| 46 | David Von Erich e Kevin Von Erich           | 1     | febbraio 1981     | --     | Dallas, Texas     | WCCW Star Wars                     |                                                                                          |       |
| 47 | Great Kabuki e Chang Chung                  | 1     | 1981              | --     | Texas             | Big Time Wrestling                 |                                                                                          |       |
| 48 | Kerry Von Erich e Terry Orndorff            | 1     | ottobre 1981      | --     | Dallas, Texas     | Big Time Wrestling                 |                                                                                          |       |
| 49 | Bill Irwin e Frank Dusek                    | 1     | novembre 1981     | --     | --                | --                                 | Il titolo fu assegnato d'ufficio.                                                        |       |
| 50 | Kerry Von Erich (2) e Al Madril             | 1     | dicembre 1981     | --     | Fort Worth, Texas | Big Time Wrestling                 |                                                                                          |       |
| 51 | Bill Irwin (2) e Bugsy McGraw               | 1     | aprile 1982       | --     | Lawton, Oklahoma  | World Class Championship Wrestling |                                                                                          |       |
| 52 | Kerry Von Erich (3) e Al Madril (2)         | 2     | aprile 1982       | --     | Fort Worth, Texas | World Class Championship Wrestling |                                                                                          |       |
| —  | Disattivato                                 | —     | 1982              | —      | —                 | —                                  | Il titolo viene disattivato e sostituito dal NWA American Tag Team Championship.         |       |